# Klockerin
Klockerin är en bergstopp i Österrike.   Den ligger i distriktet Zell am See och förbundslandet Salzburg, i den centrala delen av landet, 300 km väster om huvudstaden Wien. Toppen på Klockerin är 3 029 meter över havet. Klockerin ligger vid sjön Stausee Mooserboden.
Terrängen runt Klockerin är huvudsakligen mycket bergig. Runt Klockerin är det ganska glesbefolkat, med 34 invånare per kvadratkilometer.. Närmaste större samhälle är Bruck an der Großglocknerstraße, 16,4 km norr om Klockerin. 
Trakten runt Klockerin består i huvudsak av gräsmarker.